# 布萊克本 (密蘇里州)
布萊克本（英語：Blackburn）是位於美國密蘇里州拉法葉縣及薩林縣的城市。

## 人口
根據2020年美國人口普查的數據，布萊克本的面積為0.83平方千米，當中陸地面積為0.80平方千米，而水域面積為0.03平方千米。當地共有人口224人，而人口密度為每平方千米270人。